# Oiseau vermillon

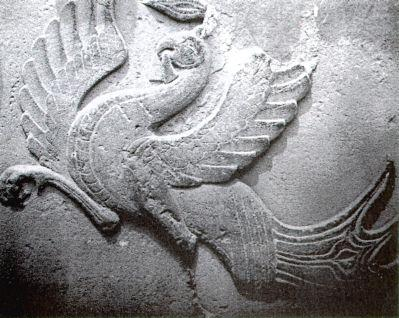
Oiseau vermillon sur la porte d'un mausolée de la dynastie Han (cliché de Victor Segalen).

Pour les articles homonymes, voir Suzaku.
L'oiseau vermillon du Sud (chinois : 南方朱雀 ; pinyin : nánfāng zhūquè) est l'un des quatre animaux totems des orients et du zodiaque chinois. Il est associé au Sud, à l'été et au feu. Il ne doit pas être confondu avec le fenghuang, le phénix chinois. En effet, le fenghuang règne sur tous les oiseaux du monde terrestre tandis que l'oiseau vermillon est un esprit qui demeure dans le ciel. Il est aussi appelé par les Japonais Suzaku (朱雀, « moineau écarlate ») et considéré comme un yōkai.

## Description
Son apparence est très similaire à celle du phénix. Il s'agit d'un imposant oiseau écarlate. Il a la réputation de pouvoir contrôler la chaleur et les flammes.

## Loges lunaires
- Dongjing (井) : le bien, le puits, les Gémeaux, Chichiri en japonais
- Yugui (鬼) : les fantômes, les démons, l'ogre, le Cancer, Tamahome en japonais
- Liu (柳) : le saule, l'Hydre, Nuriko en japonais
- Qixing (星) : l'étoile, α Hydrae (Alphard), Hotohori en japonais
- Zhang (張) : le filet déployé, allongé, la Coupe, Chiriko en japonais
- Yi (翼) : les ailes, le Corbeau, Tasuki en japonais
- Zhen (軫) : le char, la tristesse, le Corbeau, Mitsukake en japonais

## Référence à l'oiseau vermillon

### Dans l'architecture
Le suzakumon est le nom de la porte principale située centre de l'extrémité sud des palais impériaux japonais dans les capitales anciennes.
Une fresque représentant un Suzaku a été retrouvée au sein du tumulus de Kitora, situé dans le village d'Asuka, au Japon.

### Dans la culture populaire
L'oiseau vermillon du Sud a inspiré de nombreux personnages de fiction, dont:
- Un oiseau vermillon nommé Suzaku de la série d'animation Monster Rancher[3].

- Suzaku dans le manga Fairy Tail[4].
- Suzaku dans Yu-Yu-Hakusho.

- Suzaku dans les séries Shin Megami Tensei et Persona. Il est possible qu'il porte d'autres noms tels que Zhuque, Feng Huang ou Phoenix (confondu avec le phénix terrestre).
- Suzaku dans Yo-kai Watch.
- Zhuqiaomon sans la franchise Digimon est inspiré de l'oiseau vermillon et remplit un rôle similaire
- Suzaku dans Shangri-La Frontier.
- Suzaku dans le jeu vidéo Palworld.